# Ixodes copei
Ixodes copei este o specie de căpușe din genul Ixodes, familia Ixodidae, descrisă de Wilson în anul 1980.
Este endemică în Jamaica. Conform Catalogue of Life specia Ixodes copei nu are subspecii cunoscute.